# Districtul Khlong Lan
Khlong Lan (în thailandeză คลองลาน) este un district (Amphoe) din provincia Kamphaeng Phet, Thailanda, cu o populație de 63.106 locuitori și o suprafață de 1.140,2 km².

## Componență
Districtul este subdivizat în 4 subdistricte (tambon), care sunt subdivizate în 65 de sate (muban).
| Nr. | Nume                 | În thailandeză | Sate | Locuitori |  |
| --- | -------------------- | -------------- | ---- | --------- |  |
| 1.  | Khlong Nam Lai       | คลองน้ำไหล      | 26   | 19,634    |  |
| 2.  | Pong Nam Ron         | โป่งน้ำร้อน       | 9    | 9,119     |  |
| 3.  | Khlong Lan Phatthana | คลองลานพัฒนา    | 20   | 23,699    |  |
| 4.  | Sak Ngam             | สักงาม          | 10   | 10,654    |  |